# 俾斯麥鎮區 (阿肯色州溫泉縣)
俾斯麥鎮區（英語：Bismarck Township）是位於美國阿肯色州溫泉縣的一個行政鎮區。

## 地方資料
俾斯麥鎮區的面積為134.06平方千米，當中陸地面積為130.96平方千米，而水域面積為3.10平方千米。根據2010年美國人口普查的數據，當地共有人口2378人，而人口密度為每平方千米17.74人。